# Вища школа економіки (Прага)
Празький економічний університет (чеськ. Vysoká škola ekonomická v Praze) — вищий навчальний заклад, розташований в Празі, Чехія.

## Історія
- 1919 — заснування навчального закладу під назвою Інститут торгівлі (чеськ. Vysoká škola obchodní).
- 1929 — інститут включений до складу Чеського технічного університету, і завдяки цьому період навчання продовжено до 4 років. Відповідно, випускники отримували ступінь інженера (Ing.), спадкоємність збережена і в даний час.
- 1939 — як інші вищі навчальні заклади з викладанням чеською мовою, був закритий фашистами до кінця війни.
- 1945 — відновлення роботи інституту.
- 1948 — в результаті політичного перевороту в Чехословаччині 1948 і приходу до влади комуністів виш отримав назву Вища школа економічних наук (чеськ. Vysoká škola věd hospodářských).
- 1949 — Вища школа економічних наук закрита, хоча слухачі могли продовжувати відвідувати заняття за своїми програмами ще кілька років у створеній Вищій школі економічних і політичних наук (чеськ. Vysoká škola politických a hospodářských věd), чий економічний факультет був орієнтований на підготовку комуністичних кадрів в області економіки.
- 1950 — відповідно до закону Зденека Неєдли була проведена реформа чехословацьких вузів для позбавлення їх автономії, руйнування системи титулів.
- 1952 — закриття Вищої школи політичних і економічних наук і створення на її базі в будівлі ремісничого училища (нині корпус «Старий») Вищої школи економіки (чеськ. Vysoká škola ekonomická) з 5 факультетами:
  - загальної економіки
  - промислової економіки
  - внутрішньої торгівлі (незабаром перейменований в Факультет внутрішньої і зовнішньої торгівлі)
  - фінансів та кредиту
  - статистики
- 1959 — відбулася реорганізація школи, внаслідок університет став складатися з 4 факультетів.
- 1966 — у ході реформ Міністерства освіти вплив комуністичних ідей у вузах було послаблено, була відновлена система академічних ступенів випускників. Як і колись, випускники ВШЕ стали отримувати ступінь інженера (Ing.).
- 1970 — після придушення Празької весни військами країн Варшавського договору в усіх чехословацьких освітніх установах пройшли політичні зачистки, і вони торкнулися в першу чергу ВШЕ: стіни університету покинули 192 викладача, був закритий Інститут марксизму-ленінізму, з бібліотеки було вилучено і знищено література з ринкової економіки.
- 1990–1991 — сталася друга (на даний момент — остання) реорганізація університету: створення студентського сенату, освіта п'ятого факультету, перехід на триступеневу систему підготовки «бакалаврат — магістратура — докторантура».
- 1998 — прийняття в Міжнародний союз бізнес-шкіл CEMS.
- 2005 — розпочато використання системи кредитів ECTS.

За 87 років з відкриття університету через нього пройшла величезна кількість студентів. Деякі займають високі посади в державному апараті. Один із прикладів — Вацлав Клаус, який був президентом Чеської республіки і разом з тим професором ВШЕ.

## Факультети
- Факультет фінансів та бухгалтерського обліку
- Факультет міжнародних відносин
- Факультет економіки підприємства
- Факультет інформатики та статистики
- Факультет народного господарства
- Факультет менеджменту в Йіндржіхув-Градці